# Dorcopsulus vanheurni
Dorcopsulus vanheurni é uma espécie de marsupial da família Macropodidae. Endêmico da ilha de Nova Guiné.